# Medeiros (apelido)

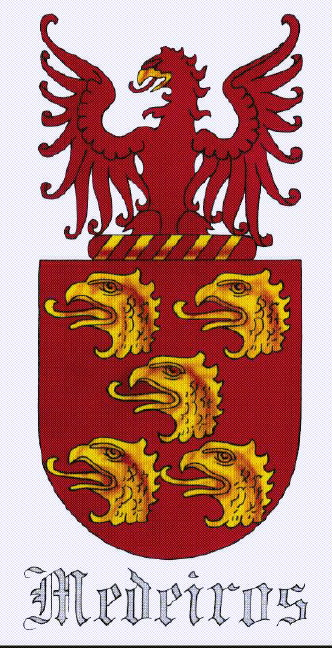
Medeiros Flag

Medeiros é um sobrenome de origem portuguesa, com ramificações em: Brasil, Portugal, Espanha, Cabo Verde, e Estados Unidos.

## Origem
O Rei D. Diniz (1279-1325) casou-se com Isabel de Aragão, que era proveniente dessa família. Segundo hipótese o progenitor da família foi Martim Sanches das Medas, que ajudou a expulsar os Árabes da região em 1245. 
Atualmente, é uma família real da Monarquia nos Açores.

## Pessoas
Segue uma lista de alguns membros ilustres dessa família:
- Noel Rosa (compositor)
- Cícero de Medeiros (jornalista português dos Açores)
- Maria de Medeiros (atriz, cineasta e cantora portuguesa)
- Paulo Ricardo (cantor)
- Jorge Fernando (diretor da Globo)
- Medeiros e Albuquerque (compôs o Hino da Proclamação da República e é fundador da Cadeira Número 1 da Academia Brasileira de Letras que apadrinhou Machado de Assis)
- Borges de Medeiros (revolucionário gaúcho que iniciou a 1ª República)
- Martha Medeiros (romancista)
- Gilberto Mestrinho de Medeiros Raposo (industrial, auditor fiscal, político brasileiro, tendo sido prefeito de Manaus e a seguir governador do Amazonas por três vezes.
- Lea T (estilista e modelo)
- José Abelardo Barbosa de Medeiros (Chacrinha)

## A Arma
O brasão de armas dos Medeiros, que foi usado pelos príncipes e baronetes, possui as seguintes características: escudo todo de vermelho com cinco cabeças de águia de ouro (amarelo). Nome: Madeira.
Timbre: águia nascente, de vermelho, armada de oiro. Alguns autores dizem que o timbre é uma águia inteira e não nascente.
Cartas de brasão em: 1543,1571,1733,1756,1761,1788,1790 e 1796.